# アイスランドの県

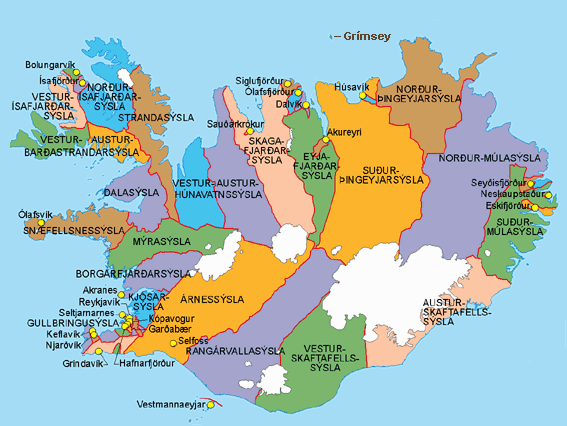
アイスランドの伝統的な県と市

アイスランドは伝統的に23の県（アイスランド語: sýsla, シスラ; 複数形: sýslur；カウンティも参照）と、25の市（アイスランド語: kaupstaður, コイプスターズル; 複数形: kaupstaðir；独立市、特別市も参照）に分けられている。今日では、この区分は行政的にはもうあまり大きな意味を持っていない。アイスランドは現在26の地域行政官（sýslumenn, シィスルメン）に分けられている。地域行政官は地方の警察に優越する最高権限を有し（ただしレイキャヴィークのものを除く。そこには警察本部長 (police commissioner) の特殊な署がある）、破産（倒産）の宣告や教会外の婚姻手続きといった行政機能を担当している。これら行政官の権限が及ぶ範囲は、往々にして伝統的な県の境界に沿っているが、異なっている場合もある。これら新たな「行政上の」県を使って話すときは、それらが同一の地域を含んでいる場合でも、慣例として、伝統的な県の名称を使用するより、行政上の県を中心都市に関連づけて語るようにしている。
最初の市（kaupstaður）は18世紀に建設された。これはアイスランドで始められた市街化計画の一環であり、この試みは1980年代まで続けられた。市であると宣言した最後の街は、1983年に市となったオゥラフスヴィーク (Ólafsvík) であった。それ以来、自治体に関する法律は、都市部・農村部ふくめ各自治体間に何らかの差別をもはや設けないように改正された。
伝統的な県は以下のようになっている。
- Árnessýsla - アゥルネースシスラ
- Austur-Barðastrandarsýsla - オイストル・バルザストランダルシスラ
- Austur-Húnavatnssýsla - オイストル・フーナヴァスシスラ
- Austur-Skaftafellssýsla - オイストル・スカフタフェルスシスラ
- Borgarfjarðarsýsla - ボルガルフィヤルザルシスラ
- Dalasýsla - ダーラシスラ
- Eyjafjarðarsýsla - エイヤフィアルザルシスラ
- Gullbringusýsla - グトルブリングシスラ
- Kjósarsýsla - キョゥサルシスラ
- Mýrasýsla - ミーラシスラ
- Norður-Ísafjarðarsýsla - ノルズル・イーサフィアルザルシスラ
- Norður-Múlasýsla - ノルズル・ムーラシスラ
- Norður-Þingeyjarsýsla - ノルズル・シンクエイヤルシスラ
- Rangárvallasýsla - ラゥングアゥルヴァトラシスラ
- Skagafjarðarsýsla - スカーガフィヤルザールシスラ
- Snæfellsnes-og Hnappadalssýsla - スナイフェルスネースシスラまたはフナパダールスシスラ
- Strandasýsla - ストラゥンダシスラ
- Suður-Múlasýsla - スーズル・ムーラシスラ
- Suður-Þingeyjarsýsla - スーズル・シンクエイヤルシスラ
- Vestur-Barðastrandarsýsla - ヴェストゥル・バルザストランダルシスラ
- Vestur-Húnavatnssýsla - ヴェストゥル・フーナヴァスシスラ
- Vestur-Ísafjarðarsýsla - ヴェストゥル・イーサフィアルザルシスラ
- Vestur-Skaftafellssýsla - ヴェストゥル・スカフタフェルスシスラ

市は、以下のようになっている。
- Álftanes - アゥルタネース
- Akranes - アークラネース（アクラネース）
- Akureyri - アークレイリ
- Bolungarvík - ボールンガルヴィーク（ボルンガルヴィーク）
- Dalvík - ダールヴィーク
- Eskifjörður - エスキフィヨルズル
- Garðabær - ガルザバイル
- Grindavík - グリンダヴィーク
- Hafnarfjörður - ハプナルフィヨルズル（ハフナルフィヨルズゥル）
- Húsavík - フーサヴィーク
- Ísafjörður - イーサフィヨルズル（イーサフィヨルズゥル）
- Keflavík - キェプラヴィーク（ケプラヴィーク）
- Kópavogur - コゥパヴォーグル（コウパヴォーグル、コーパヴォグル）
- Neskaupstaður - ネースコイプスターズル
- Ólafsfjörður - オゥラフスフィヨルズル（オゥラフスフィヨルズゥル）
- Ólafsvík - オゥラフスヴィーク
- Reykjavík - レイキャヴィーク（レイキャビーク、レイキャヴィク、レイキャビク）
- Sauðárkrókur - ソイズアゥルクロゥクル（ソイザウルクロウクル）
- Selfoss - セールフォス（セルフォス）
- Seltjarnarnes - セルチャルトナルネース
- Seyðisfjörður - セイジスフィヨルズル
- Siglufjörður - スィグルフィヨルズル
- Vestmannaeyjar - ヴェストマンナエイヤル（ヴェストマン諸島）